# Ястребинове
Яструби́нове — залізничний пасажирський зупинний пункт Знам'янської дирекції Одеської залізниці на лінії Олійникове — Колосівка.
Розташований в селі Яструбинове Вознесенського району Миколаївської області між станціями Мартинівська (8 км) та Вознесенськ (15 км).
На платформі зупиняються приміські поїзди.